# Parargissa galatheae
Parargissa galatheae är en kräftdjursart som beskrevs av J. L. Barnard 1961. Parargissa galatheae ingår i släktet Parargissa och familjen Hyperiopsidae. Inga underarter finns listade i Catalogue of Life.